# Милославичі
Милосла́вичі — історична місцевість в Києві на лівому березі Дніпра. 

## Історія
1300 року в літописах уперше згадується поселення Мирославиць в Списку міст руських. Це поселення також згадане в 1396 році стосовно литовсько-руського князя Скиргайла: «И з того пиру князь Скиргайло так поехал за, Днепр к Милославичем», а в 1492 та 1503 роках — як Милославичі. В описах Києва і Київського замку за 1545, 1552 роки — як замкове село Милославці. 
В XV столітті поблизу знаходився замок князя Семена Олельковича, від якого до XVIII століття зберегалися напівзруйновані земляні вали. Ряд істориків, зокрема Михайло Грушевський, Євген Голованський, Віктор Гошкевич, Петро Клепатський, дотримувалися думки, що Милославичі — це і є пізніша Вигурівщина. 
Милославичі 12 грудня 1572 року були подаровані «служебником» Київського воєводи Костянтина Острозького зем'янином Яном Вигурою Михайлівському монастирю. Так писав Микола Закревський.
Та стосовно Вигур існують і інші відомості. Коли своїм привілеєм від 30 травня 1607 року король Сигізмунд ІІІ надав Станіславу Вигурі посаду управителя Київського замку, він надав йому в ренту Милославичі. Федір Тишкевич невдовзі зруйнував і спалив поселення. 1613 року Станіслав Вигура відбудував Милославичі (спершу як фільварок), тож король надав йому та його дружині привілей на довічне володіння поселенням. 1622 року тут ще не було жодного кріпака. У 1628 році Вигура сплатив податок від одного кріпацького будинку і двох садиб — це і було все поселення на той час. Того ж року він передав село в користування племіннику, Семену Вигурі. 1640 року, вочевидь, як заставу Милославичі отримав від Вигури писар Ян Стрив`ярський.
21 та 22 травня 1654 року Богдан Хмельницький двома своїми універсалами надає Михайлівському монастирю село Вигурівщина, з двома млинами: у самому поселенні та в лісі біля озера Ковпитського. В одному із цих документів (від 21 травня) уперше стосовно Милославичів згадана й назва Вигурівщина. 
На сучасному житловому масиві Вигурівщина-Троєщина на її честь названо вулицю Милославську.